# NDR Traffic
NDR Traffic est une radio publique thématique allemande du groupe Norddeutscher Rundfunk, essentiellement consacrée à l'information de l'état du trafic des autoroutes de Basse-Saxe, de Hambourg, de Schleswig-Holstein et de Mecklembourg-Poméranie-Occidentale à destination des usagers.

## Programme
NDR Traffic émet sur le réseau DAB en juin 2001 et DAB+ le 5 janvier 2012.
En juillet 2016, elle sera remplacée par "NDR Plus – Das norddeutsche Schlagerradio", une radio consacrée à cette musique.

## Source de la traduction
- (de) Cet article est partiellement ou en totalité issu de l’article de Wikipédia en allemand intitulé « NDR Traffic » (voir la liste des auteurs).